# Haval Chulian
Der Haval Chulian ist ein Sport Utility Vehicle der zum chinesischen Automobilhersteller Great Wall Motor gehörenden Marke Haval.

## Geschichte
Vorgestellt wurde das Fahrzeug als Konzeptfahrzeug im September 2020 auf der Beijing Auto Show. Die Produktion des Serienmodells erfolgt seit Ende 2020. Im Januar 2021 kam das SUV auf dem chinesischen Heimatmarkt in den Handel, wurde aber nicht lange dort verkauft. Für den russischen Markt wird das Fahrzeug seit Frühjahr 2021 in Tula gebaut. Eine überarbeitete Version wurde im Februar 2024 präsentiert. Die Plattform teilt sich der Chulian unter anderem mit dem Haval Dagou.

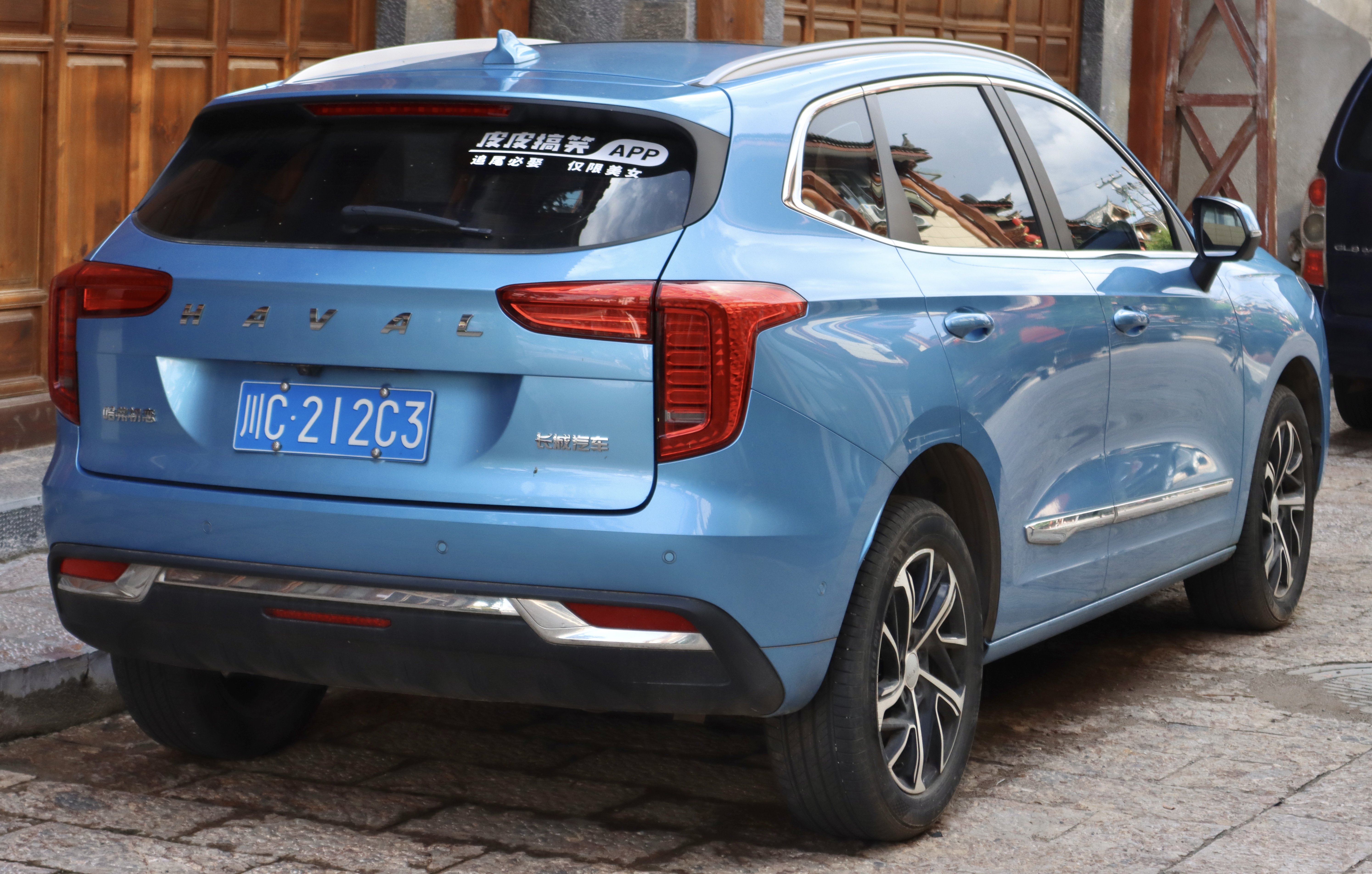
Heckansicht
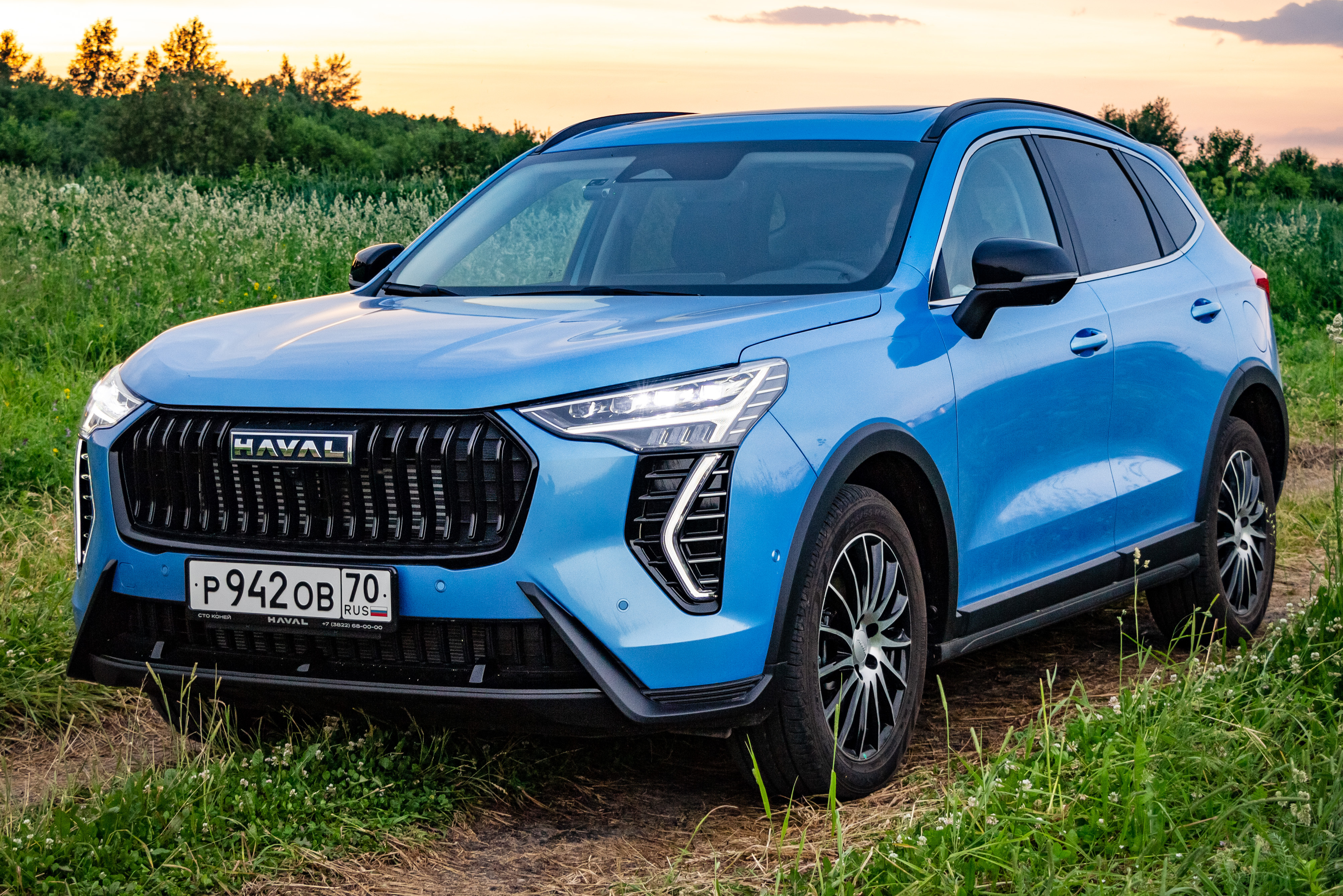
Haval Chulian (seit 2024)
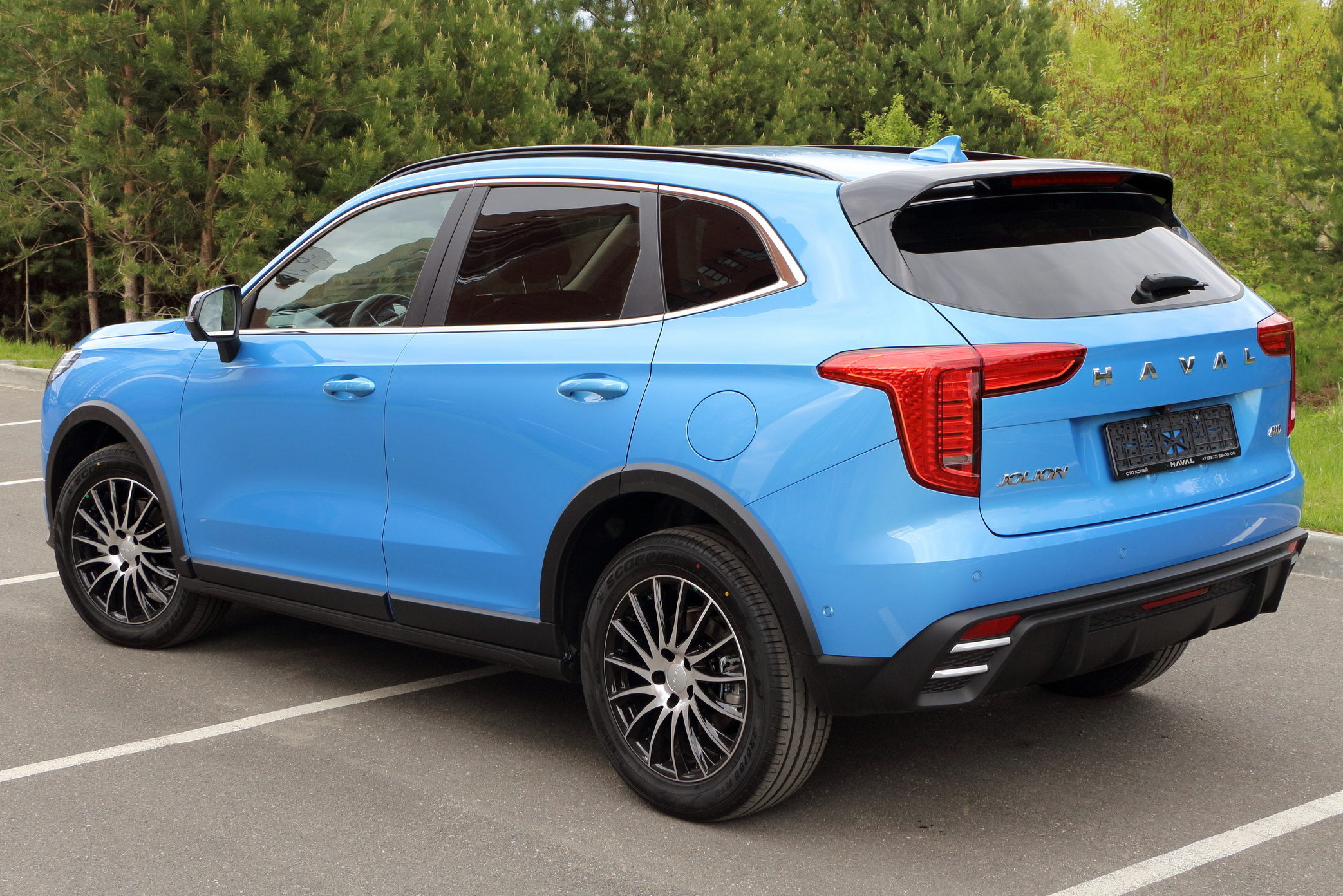
Heckansicht

## Namensgebung
Der Name des Fünfsitzers ist chinesisch und bedeutet ins Deutsche übersetzt „erste Liebe“.

## Technische Daten
Den Antrieb im Chulian übernimmt ein aufgeladener 1,5-Liter-Ottomotor.
|                                             | 1.5T                               |                                    |                                  |
| Markt                                       | China                              | Russland                           | Russland                         |
| Bauzeitraum                                 | 2020–2021                          | seit 2021                          | seit 2021                        |
| Motorkenndaten                              |                                    |                                    |                                  |
| Motortyp                                    | R4-Ottomotor                       | R4-Ottomotor                       | R4-Ottomotor                     |
| Hubraum                                     | 1497 cm³                           | 1497 cm³                           | 1499 cm³                         |
| max. Leistung bei min−1                     | 110 kW (150 PS) / 5500–6000        | 105 kW (143 PS) / 5600–6000        | 110 kW (150 PS) / 5500–6000      |
| max. Drehmoment bei min−1                   | 220 Nm / 2000–4400                 | 210 Nm / 2000–4400                 | 230 Nm / 1500–4400               |
| Kraftübertragung                            |                                    |                                    |                                  |
| Antrieb                                     | Vorderradantrieb                   | Vorderradantrieb                   | Allradantrieb                    |
| Getriebe, serienmäßig                       | 6-Gang-Schaltgetriebe              | 6-Gang-Schaltgetriebe              | 7-Stufen-Doppelkupplungsgetriebe |
| Getriebe, optional                          | (7-Stufen-Doppelkupplungsgetriebe) | (7-Stufen-Doppelkupplungsgetriebe) | —                                |
| Messwerte                                   |                                    |                                    |                                  |
| Höchstgeschwindigkeit                       | 185 km/h (185 km/h)                | 185 km/h (185 km/h)                | 185 km/h                         |
| Beschleunigung, 0–100 km/h                  | k. A. (10,0 s)                     | 9,8 s (9,8 s)                      | 9,8 s                            |
| Kraftstoffverbrauch auf 100 km (kombiniert) | 6,5 l Super (6,7 l Super)          | 7,5 l Super (8,1 l Super)          | 8,2 l Super                      |
| Tankinhalt                                  | 55 l                               | 55 l                               | 55 l                             |
| Abgasnorm                                   | China VI                           | k. A.                              | k. A.                            |

* Werte in runden Klammern gelten für Modelle mit optionalem Getriebe.